# نشان قهرمانان فیفا

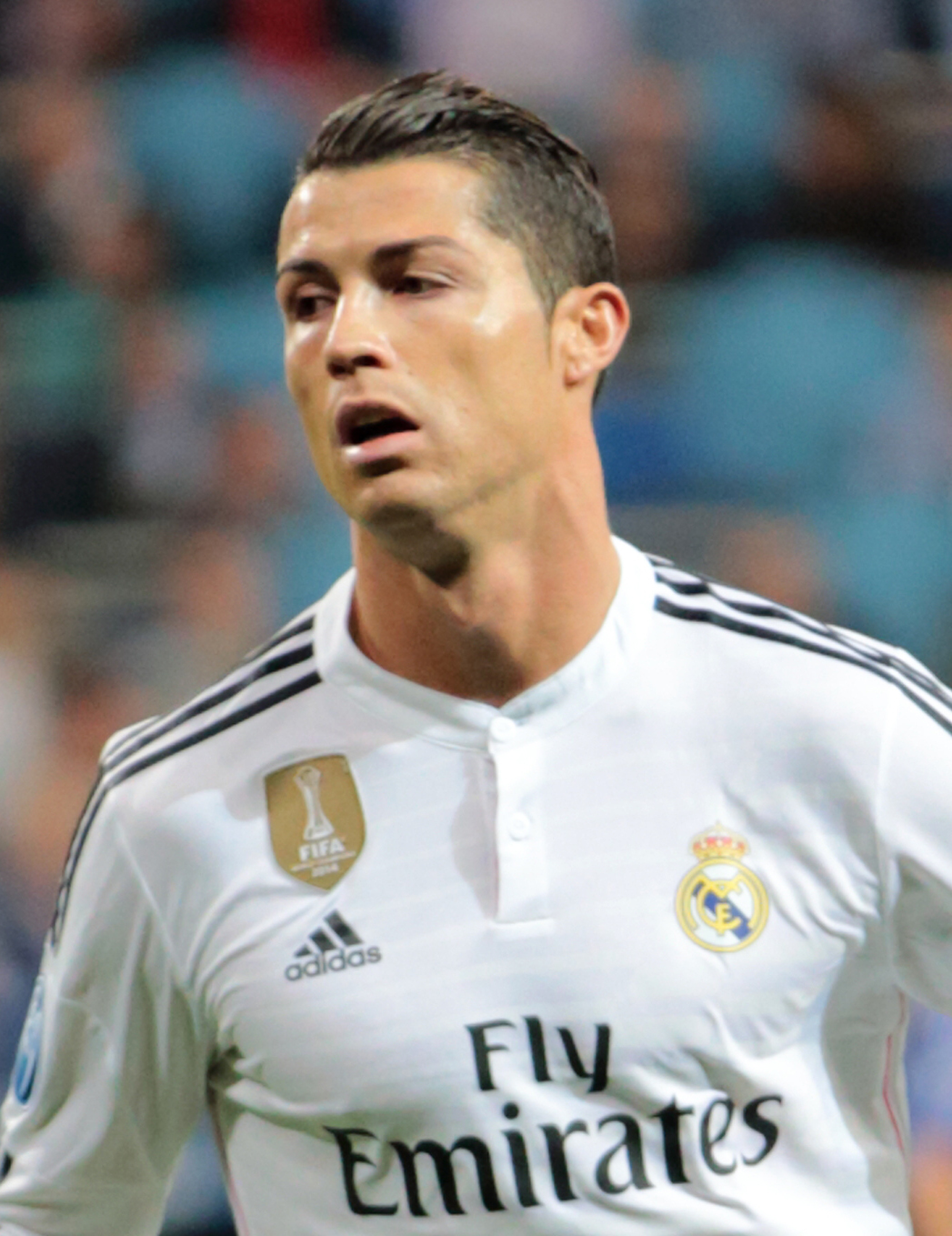
نشان قهرمانان فیفا (بالا سمت چپ) روی لباس کریستیانو رونالدو در رئال مادرید. رئال به مدت ۱۰۹۸ روز به طور مداوم نشان فیفا را در اختیار داشت که یک رکورد برای هر تیم باشگاهی است.

نشان قهرمانان فیفا (به انگلیسی: FIFA Champions Badge) یک نشان کیت به شکل سپر طلایی و سفید است که فیفا به قهرمانان مسابقاتش در سطح ملی (مانند جام جهانی، جام جهانی زنان، جام جهانی فوتسال و فوتبال ساحلی) و در سطح باشگاهی (مانند جام جهانی باشگاه‌ها) اعطا می‌کند.
فیفا، مالک، تولیدکننده و اعطاکننده نشان است. این نشان مخصوص تیم‌های قهرمان کنونی است و به همین دلیل یک جایزه موقتی محسوب می‌شود. فیفا اولین نشان را در فوریه ۲۰۰۸ به تیم آث میلان، قهرمان وقت جام باشگاه‌های جهان فیفا ۲۰۰۷، اهدا کرد.